# Uovo della Resurrezione
L'Uovo della Resurrezione è un uovo di Pasqua gioiello fabbricato a San Pietroburgo sotto la supervisione di Michael Perkhin, per conto del gioielliere russo Peter Carl Fabergé, della Fabergè.
L'uovo è marchiato, sul piedistallo, con il primo tipo di iniziali del mastro orafo Michael Perkhin e con il punzone di saggio di 56 standard (oro a 14 carati) usato a San Pietroburgo prima del 1899; questa combinazione colloca la fabbricazione a San Pietroburgo tra il 1884 ed il 1894 circa.

## Uovo imperiale o sorpresa
A lungo considerato una delle uova imperiali Fabergé e riconosciuto come tale dai maggiori esperti, recentemente è stato dimostrato che non c'è posto per quest'uovo nella lista delle uova imperiali.
Christopher Forbes ha ipotizzato che l'Uovo della Resurrezione sia la sorpresa contenuta nell'Uovo rinascimentale, donato alla Zarina Marija Fëdorovna nel 1894.
I due oggetti sono simili nello stile, nei colori e nella decorazione in smalto; 
l'Uovo della Resurrezione si adatta perfettamente alla curvatura del guscio del suo presunto contenitore; inoltre ha le perle che mancano all'Uovo rinascimentale pur essendo menzionate sulla relativa fattura di Fabergé; infine l'Uovo della Resurrezione, come gli altri regali imperiali, non ha un numero di inventario.
Le due uova furono quasi certamente nella stessa vetrina piramidale, tra gli oggetti Fabergé dell'imperatrice vedova Marija Fëdorovna, alla mostra del marzo 1902 nella Von Dervis Mansion, sul Lungoneva Angliskaja a San Pietroburgo.

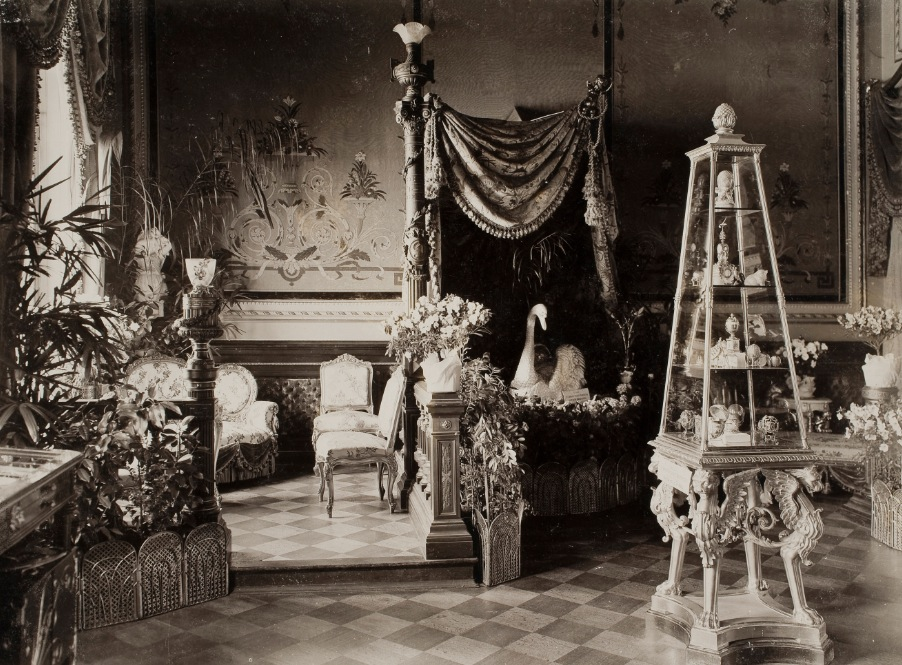
La vetrina piramidale con gli oggetti Fabergé dell'imperatrice vedova Marija Fëdorovna, in mostra nel marzo 1902 nella Von Dervis Mansion, a San Pietroburgo.

## Proprietari
Un oggetto che sembra corrispondere all'Uovo della Resurrezione appare in due descrizioni:
- nel 1917, in un elenco di preziosi appartenenti all'Imperatrice vedova: "un piccolo uovo di cristallo contenente dei personaggi, su un piedistallo d'oro con 8 diamanti, diamanti taglio rosetta e perle";

- in un elenco di tesori confiscati alla famiglia imperiale dal Governo Provvisorio Russo, trasferiti dal Palazzo dell'Armeria al Sovnarkom nel 1922: "un uovo di cristallo contenente dei personaggi su un piedistallo d'oro con 8 diamanti, diamanti taglio rosetta e perle".[1]

L'uovo Resurrezione fu acquistato nel 1922 da un mercante d'arte londinese, il signor Derek, dal Sovnarkom.
Nel 1934 Christie's di Londra vendette l'uovo come lotto 86 della Collezione Berry per £ 110 al signor R. Suenson-Taylor, che nel 1955 fu fatto primo Barone Grantchester.
L'uovo faceva parte del patrimonio Grantchester quando, nel 1976, sia Lord che Lady Taylor morirono a pochi mesi l'uno dall'altra; A la Vieille Russie di New York lo acquistò per rivenderlo nel 1978, insieme all'Uovo con gallina, a Malcolm Forbes.
Il 4 febbraio 2004 la casa d'aste Sotheby's ha annunciato che, senza passare per una pubblica asta, la Forbes Magazine Collection era stata acquistata da Viktor Vekselberg per quasi 100 milioni di dollari, in questo modo più di 180 opere d'arte Fabergé, incluso l'Uovo della Resurrezione e altre otto delle rare uova imperiali, dopo circa ottant'anni sono tornate nel loro paese d'origine dove dal novembre 2013 sono esposte al Museo Fabergé di San Pietroburgo.

## Descrizione

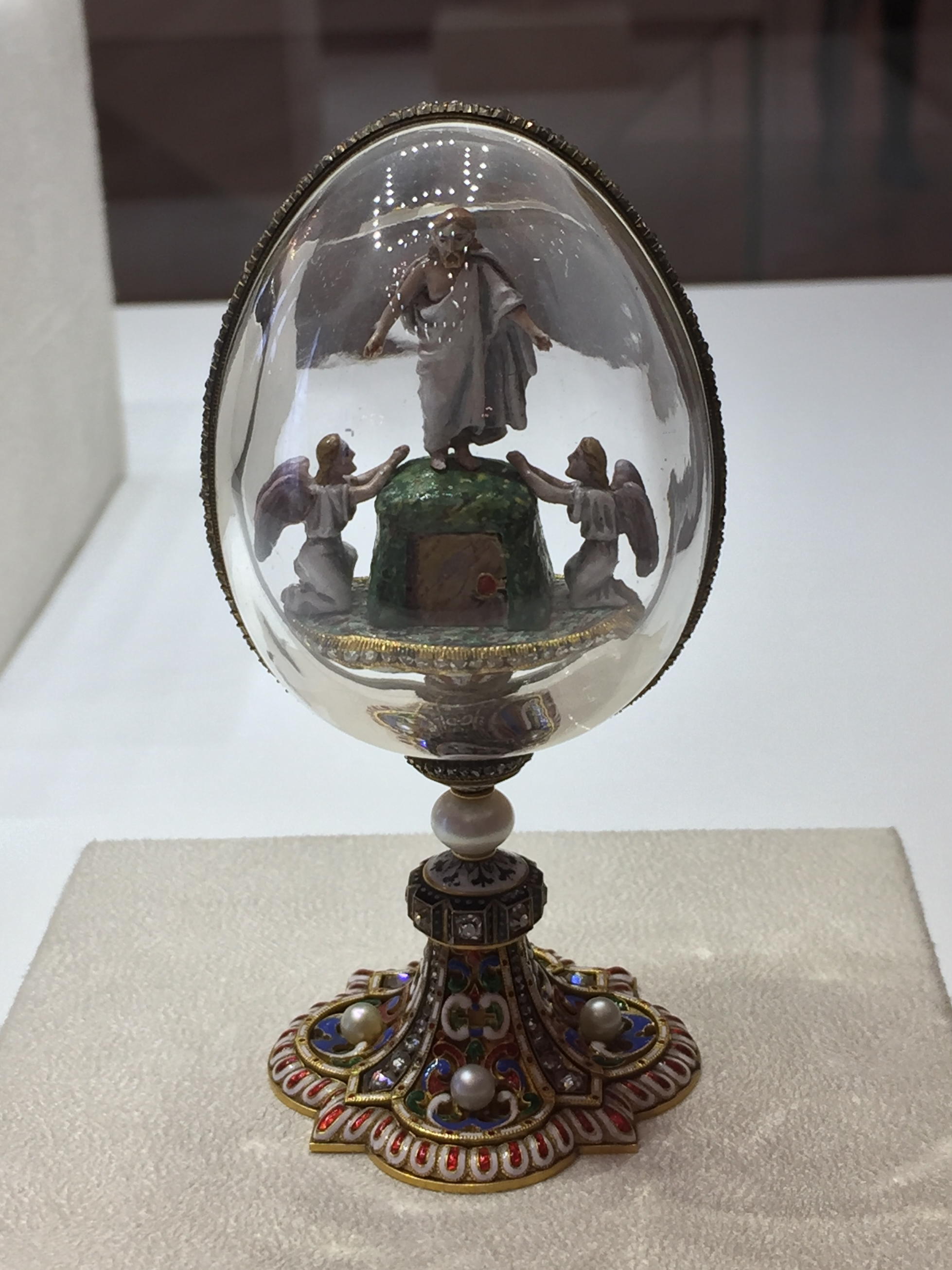

L'uovo è fatto d'oro giallo, cristallo di rocca, diamanti taglio rosetta e brillante, perle, smalto rosso, verde, bianco, blu e nero.
L'uovo è sostenuto da un piedistallo quadrilobato decorato in stile neorinascimentale con arabeschi di smalto colorato e fasce di diamanti, sulla base sono montate quattro perle ed otto brillanti.
Una grande perla costituisce parte dello stelo sul quale poggia il guscio di cristallo di rocca a forma d'uovo, suddiviso verticalmente da una fascia d'oro tempestata di diamanti.
All'interno del guscio di cristallo trasparente, su un supporto ovale contornato da una sottile fascia di diamanti taglio resetta e con scanalature radiali smaltate alternativamente di bianco e rosso fragola traslucido sulla parte inferiore, è posto un gruppo di figurine d'oro smaltato che rappresentano la Risurrezione di Gesù dalla tomba.
Il Cristo è raffigurato in piedi sopra la tomba, fiancheggiata da due angeli inginocchiati, dipinti in maniera naturalistica, con colori opachi, le vesti sono bianche e le ali lilla; l'erba e il terreno sono verde pallido e marrone con riflessi gialli, i colori della porta della tomba simulano il marmo, con una maniglia color corallo.

### Sorpresa
L'uovo non ha sorpresa, forse perché esso stesso è una sorpresa.